# Rudlice (Łódź)
Rudlice [pronunciación en polaco: /rudˈlitsɛ/] es una localidad situada en el municipio (gmina) de Ostrówek, en el distrito de Wieluń, voivodato de Lodz, Polonia. Según el censo de 2021, tiene una población de 235 habitantes.